# Vestiaires (série télévisée)
 (octobre 2018).
Vestiaires est une shortcom française diffusée depuis le 14 novembre 2011 sur France 2.

## Synopsis
Romy et Orson, deux nageurs handicapés, se retrouvent chaque semaine pour leur entraînement, et nous font partager leur vision du monde pleine d’humour et de dérision.

## Personnages

### Romy[pasclair]
Rachid[pas clair] Benbbouzik est arabe, petit, handicapé et grand sage…
Né en Algérie, Romy[pas clair] a l’incroyable privilège d’être le dernier poliomyélite de sa génération (voir Éradication de la poliomyélite). Accueilli en France très jeune, par une famille catholique pratiquante, qui l’a renommé Romuald car saint Rachid n’existait pas, le mélange des deux religions aurait pu en faire un saint : la réalité est bien différente. 
Romy a vécu en centre de réadaptation, entouré de handicapés. Habitué à ce milieu, sa relation aux autres nageurs est souvent irrévérencieuse mais toujours sincère. Disons qu’il a la petite manie de se moquer mais uniquement de ceux qu’il apprécie et toujours gentiment. Tour à tour observateur et dubitatif, sage ou ingénu, il a découvert l’arme absolue pour parer les coups de la vie et donc pour qu’on lui fiche la paix : l’humour.
Romy assume pleinement son handicap. Il est sincère quand il avoue que ses vraies difficultés dans la vie viennent plutôt de ses pieds plats, de ses origines ou pire de sa taille. Il aime que les choses soient claires, organisées. Les idées doivent avoir un sens. Il a du mal avec le délire et le ridicule. C’est lui qui souligne les dysfonctionnements du groupe, quitte à s’en amuser par la suite. Pour lui, il y a des limites à respecter : on ne change pas comme cela l’ordre des choses.
Même s'il doute, Romy rêve d'extraordinaire. Il veut croire à une possible guérison… Toujours poli, il lui arrive d’être un peu sec, mais il n’a pas peur de montrer ses sentiments. Il passe son temps à chercher à comprendre ce qui se passe dans la tête d’Orson. Il n’hésite pas à le suivre dans sa logique. Orson l’oblige à sortir de son quotidien, à sortir des sentiers battus.

### Orson
Orson Bichon a la trentaine. Il est plutôt beau gosse, côté brun nerveux. Atteint d’une agénésie de la main gauche (une malformation), il est surnommé « Abraracourcix » par les membres de l’équipe (du nom d'un personnage de la bande dessinée Astérix).
Né avec cette malformation, il a toujours vécu protégé : son père lui tapait dessus en lui répétant qu’il n’était pas handicapé. Par la suite, il a voulu faire des films documentaires animaliers : il a donc suivi des cours de cinéma qui ne l’ont amené… nulle part. Il a finalement découvert son handicap en entrant dans ce club de natation, et y est devenu champion de France dans sa spécialité : la brasse.
Il est très attaché au handisport en tant que clan. Il s'intéresse au handicap de tous ses compagnons de bassin. Comme il s'attend à ce que ce soit réciproque, il est vite blessé par leurs remarques.
Désirant briller auprès de ses amis, il prend des initiatives dont il est très fier mais qui tombent souvent à plat.
Orson peut être de mauvaise foi et lâche, en plus d’être manipulateur. Mais, étant essentiellement dans une logique de jeu, il accuse vite le coup et avoue aisément sa faute.
Étant le moins handicapé du groupe, il passe aisément pour un valide. Il a un petit côté adolescent…
Les rapports Orson/Romy sont très forts. Ils sont le binôme du club, comme si à deux, ils réfléchissaient plus vite. Par conséquent, régulièrement connectés par l’humour, ils deviennent un cerveau collectif… 
Orson cherche à comprendre Caro. Il la trouve insaisissable, comme toutes les femmes. Pour un personnage qui a du mal à cerner sa propre personnalité, cerner celle de Caro, c’est éprouvant. Pourtant il a comme objectif d’être celui qu'elle n'oubliera pas. 

### Caro
Caro est la première recrue féminine du club. Caro, 22 ans, magnifique créature aux yeux bleus, a fait un AVC dans son enfance. Résultat : son bras droit manque de mobilité, elle souffre d’amnésie et ne perçoit plus le monde comme avant. La pudeur, entre autres choses, n’est plus de son domaine. Mais Caro s’en moque (ou ne s’en souvient plus, qui sait ?) ! Ce qu’elle veut, c’est devenir une championne de natation handisport ! Romy et Orson la soutiennent, à leur manière…
Elle se tourne facilement vers les autres mais cela reste dysfonctionnel : elle est toujours en décalage dans son rapport à l'autre, se trompant même parfois sur l'interprétation qu’elle se fait des autres. Elle souffre de sentir que son entourage la considère parfois stupide. De ce fait, elle s’énerve, peut vite s’emporter et envoyer balader tout le monde, jusqu’à partir sur un coup de tête.
Dans ce vestiaire, elle a le sentiment d’appartenir à un groupe. Et même si les vannes sont dures, elle s’y épanouit. Elle sait bien qu’elle est la tête de turc d’Orson et Romy. Elle s’amuse avec eux, réalisant même qu’elle peut faire de l’humour. Bon cela dit, même Orson a du mal à s’en rendre compte !!! Et quand elle les taquine, c’est sans finesse…
C’est un personnage décomplexé qui assume ses actions totalement décalées comme déguiser un mannequin en plastique. Elle n’a pas peur de montrer ses sentiments. C’est même un moyen pour se sentir vivante et ne pas perdre tout à fait les pédales…

### Ramirez
Ramirez est atteint d’infirmité motrice cérébrale (IMC). Ce handicap se caractérise principalement par des problèmes d’élocution. Ramirez est donc quasiment incompréhensible de tous, sauf de ses collègues de natation. 
Or, justement, lui, il veut avoir de la grâce ! Il désire s’exprimer correctement, mimer, chanter, danser comme pour sortir de son corps, s’en servir pour exprimer ses émotions ou amuser ses amis sur le thème du handicap. 
Il est à l’aise avec lui-même : il peut répéter ses gammes en public ou encaisser une vanne sans broncher. Revendicatif, râleur, âme rebelle du club, c’est le « syndicaliste » du groupe. Il veut poser des valeurs. Ses critiques le font craindre de la coach et de la hiérarchie du club. 
Profondément clownesque, combatif, hargneux et désireux d’expression, il peut ainsi apparaître sous la forme d’un syndicaliste, d’un clown ou d’un orthophoniste…

### Rolland
Rolland est le profil type du « handicapé par accident ». 
Valide quelques mois plus tôt, il est toujours un petit peu à côté de la plaque question handisport.
Et il a beau être patient, les agissements de Romy et Orson le bousculent régulièrement et sont capables de le mettre dans une colère noire.
Accidenté, il a bien conscience qu’il revient de loin et donc a des choses à prouver. À lui, et aux valides si possible ! Ils lui sont devenus des inconnus dès sa guérison ! 
Par contre, les femmes n’ont aucun secret pour lui. Il est toujours bien entouré et son expérience sur la chose laisse admiratifs Romy et Orson et… Caro ! Au grand dam d’Orson !!!
Son point positif, outre le fait qu’il est le seul à payer sa cotisation dans les temps, est qu’il est très pragmatique. Ce qui sera fort utile pour Orson et Romy, qui toutefois, n’arrivent pas à saisir pourquoi Rolland se veut le préféré de Madame Régine, la femme de ménage… 

### Olivier le kiné
Olivier le kiné, beau gosse à la plastique parfaite, n’aura de cesse de vouloir apporter estime de soi, bien être et sérénité aux personnages handicapés, lesquels ne voient pas la vie comme lui.

## Distribution

### Acteurs principaux
- Alexandre Philip : Orson, c'est un des deux personnages principaux. Il est atteint d'une agénésie des bras. Il est le responsable du club de natation.
- Adda Abdelli : Romy (Romuald Benbouzik[2]), il a eu la poliomyélite. C'est l'autre pilier de la série, et c'est avec lui qu'Orson discute le plus souvent.
- Anaïs Fabre : Caro, victime d'un AVC étant petite, elle a des pertes de mémoire. C'est la petite amie d'Orson... Quand elle s'en souvient.
- Luc Rodriguez : Ramirez, il est infirme moteur cérébral.
- Philippe Sivy : Roland, il est en fauteuil depuis un accident de voiture.
- Cyril Missonnier : Dimitri, il est sourd et muet.
- Olivier Pleindoux : William, il a une agénésie des deux jambes.
- Yanick Vabre : Olivier, le kiné.
- Jimmy Conchou : Jeff, le community manager du handiclub
- Krystoff Fluder : Charles, qui ne voit pas où est le problème avec sa taille.

### Acteurs récurrents et invités
- Clémentine Célarié : la Star (depuis la saison 3)
- Pascal Légitimus : Michel, le vendeur de produits pour handicapés
- Philippe Croizon : lui-même
- David Smétanine
- Josef Schovanec : Josef
- Théo Curin
- Audrey Gbaguidi : Delphine, la jolie aveugle (jusqu'à la saison 5)
- Bruno Salomone : Dédé (saison 6)
- Jib Pocthier : Jib (saison 6 & 7)
- Aude Gogny-Goubert : la Coach (depuis la saison 6)
- Michel Cymes (saison 7)
- Florent Manaudou : lui-même (saison 7)
- Elsa Lunghini (saison 7)
- Brigitte Macron : elle-même (saison 8)
- Bruno Putzulu : le chef de cabinet de Brigitte Macron (saison 8)
- Passe-partout : lui-même (saison 10)

## Commentaires
Une web-série dérivée, Vestiaires Libérés, revisite l'histoire avec les acteurs de la série.
Des séquences Dans les coulisses de Vestiaires retracent l'évolution, les épisodes cultes, les messages délivrés, l'inspiration ou la visite de Brigitte Macron.

## Récompense
- Festival de la fiction TV de La Rochelle 2016 : Prix jeune espoir masculin pour Alexandre Philip[3]